# Pales modesta
Pales modesta là một loài ruồi trong họ Tachinidae.